# Ma Xuejun
Ma Xuejun, née le 26 mars 1985 dans le Shandong, est une athlète chinoise spécialisée en lancer de disque.
Double championne du monde junior en 2002 puis 2004, sa meilleure "marque" est de 65,00 mètres, atteints à Shijiazhuang le 6 août 2006.

## Biographie
Aux Jeux olympiques de 2012 à Londres, initialement onzième du lancer du disque, elle est reclassée dixième après la disqualification pour dopage de la Russe Darya Pishchalnikova,.

### Palmarès
| Date | Compétition                    | Lieu      | Résultat | Performance |
| ---- | ------------------------------ | --------- | -------- | ----------- |
| 2001 | Championnats du monde jeunesse | Debrecen  | 1re      | 54,93 m     |
| 2002 | Championnats du monde junior   | Kingston  | 1re      | 58,85 m     |
| 2004 | Championnats d'Asie junior     | Ipoh      | 1re      | 55,78 m     |
| 2004 | Championnats du monde junior   | Grosseto  | 1re      | 57,85 m     |
| 2006 | Jeux asiatiques                | Doha      | 2e       | 62,43 m     |
| 2007 | Championnats du monde          | Osaka     | 8e       | 59,37 m     |
| 2009 | Championnats du monde          | Berlin    | 11e      | 58,79 m     |
| 2009 | Championnats d’Asie            | Guangzhou | 2e       | 63,63 m     |
| 2011 | Championnats d’Asie            | Kōbe      | 2e       | 59,67 m     |
| 2012 | Jeux olympiques                | Londres   | 10e      | 61,02 m     |

### Records
| Épreuve          | Performance | Lieu         | Date        |
| ---------------- | ----------- | ------------ | ----------- |
| Lancer du disque | 65,00 m     | Shijiazhuang | 6 août 2006 |